# Idaho (film 1943)
Idaho è un film del 1943 diretto da Joseph Kane.
È un film western statunitense con Roy Rogers, Smiley Burnette e i Sons of the Pioneers.

## Produzione
Il film, diretto da Joseph Kane su una sceneggiatura di Roy Chanslor e Olive Cooper, fu prodotto dallo stesso Kane, come produttore associato, per la Republic Pictures e girato a Kernville in California. È basato sulla canzone Idaho di Jesse Stone, di cui la Republic aveva comprato i diritti perché aveva originariamente in progetto un film sulla storia dello stato americano e doveva essere interpretato da John Wayne. Doveva inoltre essere girato in Idaho ma l'idea fu presto scartata dalla produzione per i problemi logistici.

## Colonna sonora
- Idaho - scritta da Charles F. Calhoun, cantata da Roy Rogers, dai Sons of the Pioneers, e dal Robert Mitchell Boy Choir
- Lone Buckaroo - scritta da Bob Nolan, cantata da Roy Rogers
- Stop! - scritta da Bob Nolan, cantata da Roy Rogers, Smiley Burnette e dai Sons of the Pioneers
- Don Juan - scritta da Tim Spencer e Glenn Spencer, cantata da Smiley Burnette e dai Sons of the Pioneers
- Home on the Range - musica di Brewster M. Higley, parole di Daniel E. Kelley, cantata dal Robert Mitchell Boy Choir
- Holy, Holy, Holy! Lord Almighty -  basata su Nicaea, musica di John B. Dykes, parole di Reginald Heber, cantata dal Robert Mitchell Boy Choir
- Git Along Little Dogies - cantata da Roy Rogers e dal Robert Mitchell Boy Choir

## Distribuzione
Il film fu distribuito negli Stati Uniti dal 10 marzo 1943 al cinema dalla Republic Pictures.
Altre distribuzioni:
- in Svezia il 23 agosto 1945 (Roy vid gränspolisen)
- in Portogallo il 12 gennaio 1948 (Desafiando a Morte a Cantar)
- in Brasile (A Leoa do Oeste)